# 四式肉薄攻撃艇
四式肉薄攻撃艇（よんしきにくはくこうげきてい）は、第二次世界大戦時に大日本帝国陸軍が開発・実戦投入した小型肉薄攻撃艇。
秘匿呼称は連絡艇（れんらくてい）で、頭文字をとって符号とし、〇の中に「レ」か「れ」を書いた㋹、マルレ艇の通称で広く知られる（戦史叢書では「マルレ」を用いる）。改良型を㊁（〇の中に「ニ」か「に」と表記）とする。軍需動員主務者の秘匿名称は「V1」。
大日本帝国海軍が開発した特攻艇震洋は「マル四」と呼称されていたため、大本営陸軍部・海軍部は四式肉薄攻撃艇/マルレ（陸軍）とマル四（海軍）をあわせて㊇と呼称した。

## 概要
1944年（昭和19年）6月、日本陸軍は小型艇に爆薬を搭載し、敵艦船に体当たりして撃沈する特攻兵器の開発に着手した。公刊戦史『戦史叢書　大本営陸軍部<9>』では「この舟艇開発は「任務のためには生還を期さぜる」我が陸軍軍人の伝統的特攻思想に由来するものであった。」と記述する。6月中旬に設計がはじまり、7月上旬には第一号艇が完成した。
マルレの性能と要目は以下のとおり。全長5.6 m、全幅1.8 m、喫水0.26 m、満載排水量約1.5 t、主にトヨタ自動車と日産自動車製の60馬力程度の自動車用エンジンを搭載したモーターボートで、艇体後部に250 kgまたは120 kg2個の爆雷を装備していた。最高速力は23～25 kt、航続時間は3.5時間。装甲はなくベニヤ製であった。緑色の迷彩塗装を施したために、実戦部隊で名づけられたアマガエルの通称・愛称をもつ。甲一型、甲三型、甲四型のサブタイプがあり、約3,000隻が生産された。
そのほか開発中止となった派生型に、艇尾に噴射時間20秒のロケットを8基装備し、ロケット噴射中は50 ktの最大速力を発揮できる戊一型および戊二型（五式肉薄攻撃艇）、戊一型に熱線誘導装置を搭載し無人化した戊三型（指揮艇・マル迅とも）などがある。また、同時期に開発されていた五式雷撃艇は戊五型、五式砲撃艇は己二型とされていた。なお、乙型・丙型・丁型の開発計画が存在したのかは不明。
横浜ヨットなど中小の造船所で建造された。

## 開発の経緯
陸軍のマルレ艇に関しては海軍の震洋と違い元々特攻兵器として開発されたものではなかった。計画当初は水際防衛を海軍に任せるのではなく陸軍自らの手で行うという発想のもとに、敵上陸船団に対し側背から大量の舟艇による奇襲によって攻撃をかけるという着想の元に開発された兵器である。この考えは陸軍船舶司令部、大本営陸軍部、前線部隊将校からの意見具申がほぼ同時に行われたと見られ、1944年（昭和19年）5月に、第10陸軍技術研究所が姫路市に新設され、6月中旬に大本営より爆雷が投下できる構造の1人用攻撃艇の試作命令が出た。これに伴い、第10技研では主務科長：内山鉄夫中佐、小滝真吉技師、岩崎中尉らを中心に設計を開始した。
6月15日に設計開始、25日に設計を終了する。26日に試作を開始、7月8日に第一号艇が完成した。その後、千葉県岩井海岸において海軍の震洋と比較試験を行い、採用が決定している。これが甲一型である。
現代では特攻兵器として認識されているマルレではあるが、上述の通り震洋との大きな違いは最初から特攻兵器として開発されたものではないということである。従って震洋は艦首艇内に爆薬を搭載しているのに対し、マルレは艇尾に爆雷を懸架する形式になっており、正式名称が示す通り大挙して高速で敵船団に奇襲をかけ肉薄し、敵船至近に爆雷を投下して離脱するという構想の元に開発されたものである。しかし、太平洋戦争（大東亜戦争）の戦局が押し迫る中で、この攻撃艇を体当たり特攻艇として使用したほうが至近に爆雷投下して離脱し反復攻撃をかけるより戦果は確実に上がり、また技量もそれほど要らないということで体当たり作戦が採択されている。
1944年（昭和19年）7月初旬、日本軍のサイパン島守備隊は玉砕した（サイパン島陥落）。日本陸海軍は正攻法では連合軍に太刀打ちできないことを認識し、以降は特別攻撃隊を大々的に編成し特攻を正規の作戦として採用した。7月中旬から下旬にかけて、日本陸軍・海軍はきたるべき日米決戦について研究・協議する。これにともなう捷号作戦の構想では、特攻戦法の採用がもりこまれていた。公刊戦史『戦史叢書　大本営陸軍部<9>』では「特攻戦法は我が民族古来の伝統に由来し、日清、日露戦役以来日本軍に培われたところであった。捷号作戦は悪条件のもと、戦局の転機をとらえようとする決戦を企図したものであり、決死特攻の気運は全軍にみなぎりつつあったのである。」と記述している。
このようにマリアナ沖海戦（サイパン島の戦い）後の日本軍（陸軍、海軍）は特攻兵器を開発・準備しており、7月11日、隅田川でマルレの実用試験が行われた。大本営陸軍部戦争指導班『機密戦争日誌』の同年7月11日の項に、マルレ試作完成に関する次の記述がある。
「突撃艇ノ試験演習ヲ隅田川デ実施、自重1屯〔t〕、自動機関ヲ利用、速力20節（kt）、兵装ハ爆雷2箇（1箇100瓩〔kg〕）航続時間五時間、右突撃艇ハ泊地ノ敵輸送船ニ対スル肉薄攻撃用トシテ先月十五日（サイパン上陸ノ日）設計ヲ開始シ七月八日試作ヲ完了セルモノナリ、速力及兵装ノ点ニ於テ稍々不十分ナルモ、今後ハ斯カル着想ノ下ニ、此種兵器を大量整備スルヲ要ス」
大本営はマルレ1000隻の整備を要望し「十月までに3000隻の整備」を要望した。陸軍省は、まず200隻を急造することに決め、ひきつづき改良型の研究もすすめた。
1943年（昭和18年）に募集を開始した船舶や航空関連の特別幹部候補生出身者たちが、主にマルレの操縦者に選ばれた。必死の特攻部隊で生還は困難であったため、すべて志願者をあてることにした。隊員に選抜されたことは家族にも秘密厳守を命じられ、江田島で訓練を受けた。
1944年（昭和19年）8月2日、杉山元陸軍大臣は昭和天皇に肉薄攻撃艇について上奏した（性能、生産、人事等について）。8月4日、梅津美治郎参謀総長は天皇に肉薄攻撃艇について上奏した（部隊の編制、運用等について）。8月12日、天皇は肉薄攻撃艇の映画を鑑賞した。

## 実戦運用
マルレは主に海上挺進戦隊に配備された。
1944年（昭和19年）8月12日、大本営陸軍部と海軍部は、陸軍特攻艇「マルレ」と海軍特攻艇「震洋」を統合運用することが有効と認め、両者を「マル八」と呼称することに決定した。さらに、マル八による戦法を「震天」と呼称した。マル八（四式肉薄攻撃艇、震洋）は魚雷艇隊と共に出撃し、魚雷艇の一部はマル八の嚮導に従事すると定められた。配備表では、北東方面（択捉島にマル八A2隊・第3魚雷艇隊〈14隻〉）、小笠原方面（父島にマル八A1隊・B隊1・第2魚雷艇隊〈16-24隻〉、母島にマル八A1隊・B1隊）、南西諸島（奄美大島にマル八B2隊、沖縄にマル八A3隊・B1隊・第27魚雷艇隊〈18-26隻〉、宮古島にマル八A2隊・B1隊、石垣島にマル八A1隊・B1隊）、台湾にマル八A2隊・B1隊、フィリピン（ルソン島）にマル八A8隊・B3隊・第31魚雷艇隊・第12魚雷艇隊・第25魚雷艇隊（全57隻）となっている。総合すると、陸軍のマル八は北東方面200隻、小笠原方面500隻、南西諸島1100隻、台湾300隻、フィリピン1100隻で、合計3000隻配置予定であった。
8月19日、海上挺進第一～第四戦隊および海上挺進基地第一～第四大隊は第32軍の戦闘序列に編入された。初めて実戦投入する場合は、大本営が事前に投入時期を明記するものとした。
配備先のうち、台湾は連合軍の侵攻を受けなかったが、1945年（昭和20年）のルソン島の戦いと沖縄戦で実戦投入された。後者の戦線では特に渡嘉敷島など慶良間列島に配備された部隊が有名である。また、本土決戦に備えて日本の太平洋岸の多くの海岸には、連合軍の上陸部隊・支援部隊を迎え撃つためにマルレの秘密基地が作られた。例として現在の千葉県外房海岸には洞窟陣地が残っている。
攻撃方法は敵軍の上陸海面を予想して近くに洞窟などを利用した秘匿基地を作り、上陸船団が近くに来ると夜間に数十隻からなる攻撃隊で一斉に攻撃を仕掛け、体当たりもしくは至近への爆雷投下で艦艇もしくは輸送船を撃破するというものであった。指揮官の統一指揮の下で一斉出撃する計画だった。
外洋航行を意図していないモーターボートゆえに、各地に配備するには海上輸送に頼らなければならなかったが、大戦末期は既に日本近海を含め多方面で制海権を喪失していた為に輸送途中で海没したものも多い。初期に編成された30個戦隊のうち輸送途中に遭難したものが16個戦隊にも及び、第19戦隊に至っては生存者僅か7名という大損害を蒙った。第二次大戦終戦までに輸送中の損害で挺進戦隊員だけで戦死者317名、マルレの喪失1,300隻に達した。基地を管理する基地大隊や整備中隊も輸送中の損害が多く、マルレの実力が発揮できないことがあった。
戦果としては、若干の輸送船や小型艦艇を撃沈破したことがアメリカ軍の史料で確認できる。ただし、海軍の震洋も同水域で作戦していることもあり、いずれの戦果かは不明確な点も多い。1945年（昭和20年）初旬以降のルソン島の戦いでは、1月9日から10日にかけての夜、リンガエン湾で海上挺進第12戦隊（戦隊長高橋功大尉以下78名）の40隻から70隻が出撃し、歩兵揚陸艇改装の支援艇「LCI(M)-974」「LCI(G)-365」を撃沈、駆逐艦2隻・戦車揚陸艦3隻・輸送船1隻を損傷させる戦果を挙げた。
また、1月31日にナスグブ方面で海上挺進第15戦隊の第2中隊が、駆潜艇「PC-1129」を撃沈している。沖縄戦では海上挺進第26戦隊が4月7日に駆逐艦「チャールズ・J・バジャー」（en）と他3隻を撃破、第28戦隊が4月27日に駆逐艦「ハッチンス」（en）撃破、ロケット砲艦1撃破の戦果を挙げている。しかし、一度攻撃した後はアメリカ軍の警戒が厳しくなる上、徹底的な掃討作戦が行われたために再攻撃が出来ない場合が多く、攻撃後の部隊は基地が攻撃されマルレが破損したり、再出撃の機会を待っているうちに地上戦に巻き込まれ基地ごと全滅してしまうことが多かった。

## マルレが登場する作品

### 文芸作品
- 深水黎一郎『美人薄命』（双葉社）
- 深沢敬次郎『沖縄戦と海上特攻』（光人社）

### TVドラマ
関西テレビ『どてらい男』第76話

### ドキュメンタリー
- BS1スペシャル「マルレ〜“特攻艇”隊員たちの戦争〜」（2021年8月9日、NHK-BSP）[19]